# 反天皇制運動連絡会

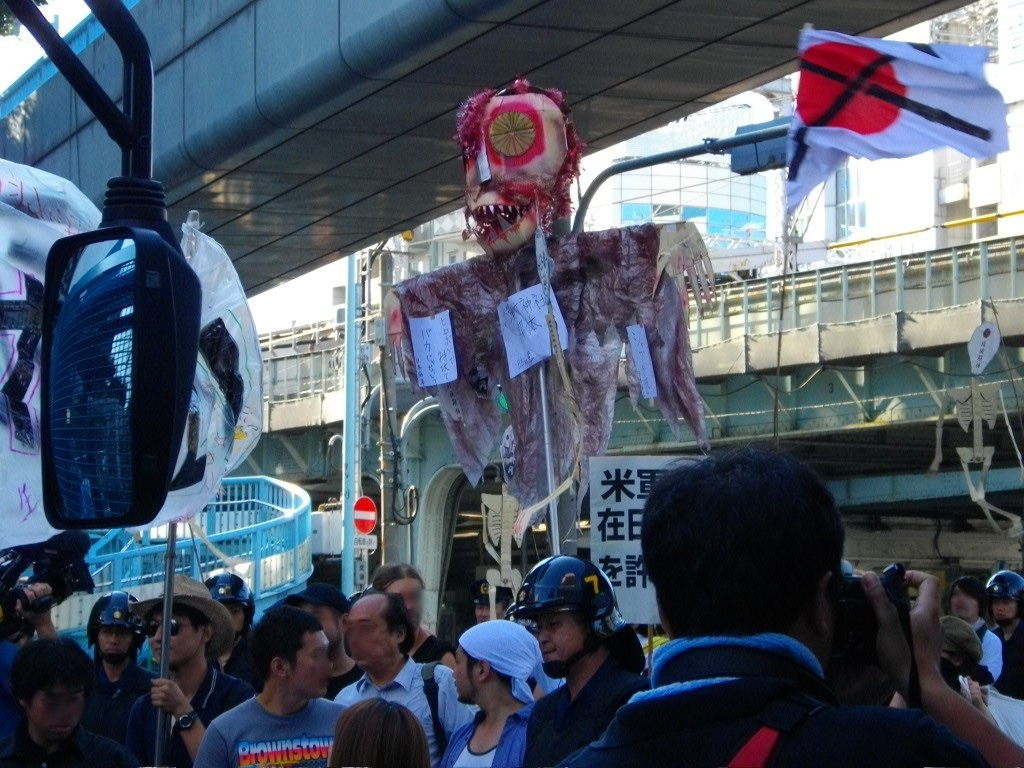
2009年（平成21年）8月15日に行われた反天連のデモ。この中央の人形は「K介さん」という反天連のパペットである。

反天皇制運動連絡会（はんてんのうせいうんどうれんらくかい）は、1984年（昭和59年）に結成された反天皇制を掲げる市民団体。略称は「反天連」。機関誌は「反天皇制運動アラート」。

## 概要
反天連は1984年（昭和59年）に、昭和記念公園開園反対闘争をしていた菅孝行や天野恵一らが呼びかけ人となって結成された。当時は1986年（昭和61年）の昭和天皇在位60年式典、1989年（平成元年）の昭和天皇大喪の礼、1990年（平成2年）の第125代天皇明仁即位の礼など皇室関連行事が連続し、反天連はこれらの式典への反対を主張し活動を行った。
反天連は、新左翼党派の反皇室闘争 とは異なり、反天皇制そのものを主要な活動とし、皇室や靖国神社に関する様々な活動を繰り広げている。
1991年（平成3年）、皇室関連行事が一段落したとして「発展的解散」を宣言したが、直後に「再結集」を呼びかけた。反天連はこれ以降、活動期間を3年として、3年ごとに組織の見直しを行い解散と再結集を行うとした。以後、集会やデモは毎年実施されている。
2009年（平成21年）以降、8月15日に在日本韓国YMCA会館（東京都千代田区猿楽町2丁目5-5）から靖国神社に程近い九段下交差点までデモ行進を行っている。これに対するカウンターとして、行動する保守系の市民団体や右翼団体らは、反天連に対する抗議活動を行っている。
2011年（平成23年）8月、古谷経衡が反天連のデモ行進に「潜入」しその経緯をブログに公開した。
2017年（平成29年）11月、渋谷で「終わりにしよう天皇制11・26大集会」およびデモに参加した。
2019年（令和元年）5月、BBCは記事で、1980年代には集会に3000人ほど集まったが以後は縮小傾向で高齢化が進んでいると報じた。
2019年（令和元年）8月、自由民主党の杉田水脈衆議院議員が反天連の本部の住所として誤情報をツイッター投稿し議論となった。
2019年（令和元年）10月22日、即位礼正殿の儀の当日に銀座でデモを行い「即位礼は憲法違反、終わりにしよう天皇制」と主張、機動隊との揉み合いで3名が公務執行妨害で逮捕された。
2019年（令和元年）12月、渋谷で「終わりにしよう天皇制2019 大集会＆デモ」に参加した。

## 主要メンバー
- 菅孝行（2018年残す）
- 天野恵一

## 主な執筆者
天野恵一、伊藤晃、太田昌国、梶川涼子、園良太、京極紀子

## 関連文献
- 大山英幸「いわゆる｢反天連｣について」『月刊 治安フォーラム』第2巻第22号、立花書房、1996年10月、28-41頁。
- 大山英幸「反天皇制運動の現状―反天皇制運動に取り組む諸団体」『月刊 治安フォーラム』第4巻第41号、立花書房、1998年5月、38-46頁。
- 馬田正春「反天皇制運動連絡会の現状」『月刊 治安フォーラム』第8巻第85号、立花書房、2002年1月、36-42頁。
- 青山仁「最近の過激派等諸団体による「反天皇制運動」を振り返って―戦後60年を迎えた昨年の取組みを中心に」『月刊 治安フォーラム』第12巻第136号、立花書房、2006年4月、21-31頁。
- 保科銈之丞「反天連解散―反天皇制運動の大衆化ならず」『月刊 治安フォーラム』第27巻第323号、立花書房、2021年11月、13-25頁。